# Choeradodis stalii
Choeradodis stalii är en bönsyrseart som beskrevs av Wood-mason 1880. Choeradodis stalii ingår i släktet Choeradodis och familjen Mantidae. Inga underarter finns listade i Catalogue of Life.

## Bildgalleri

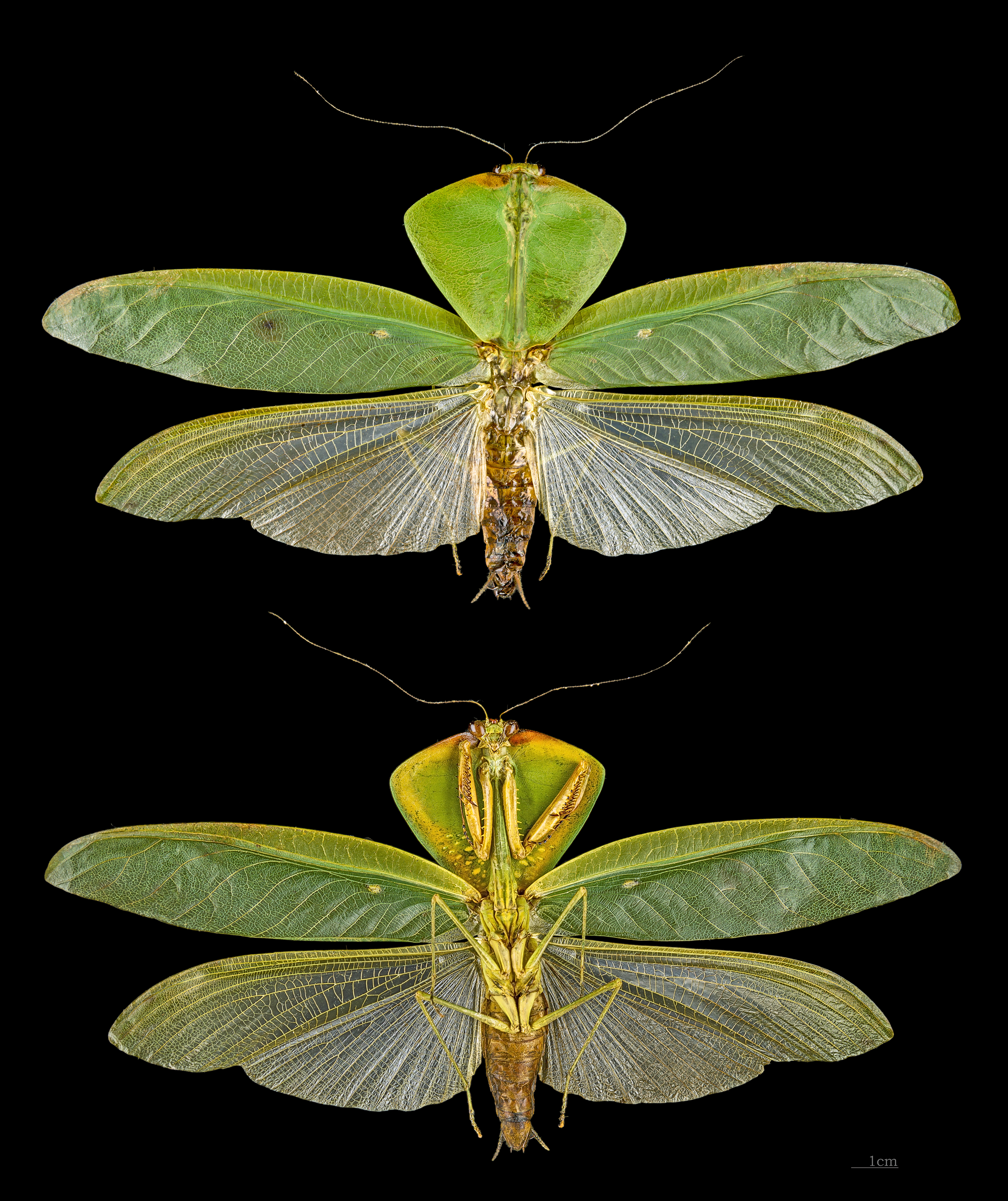
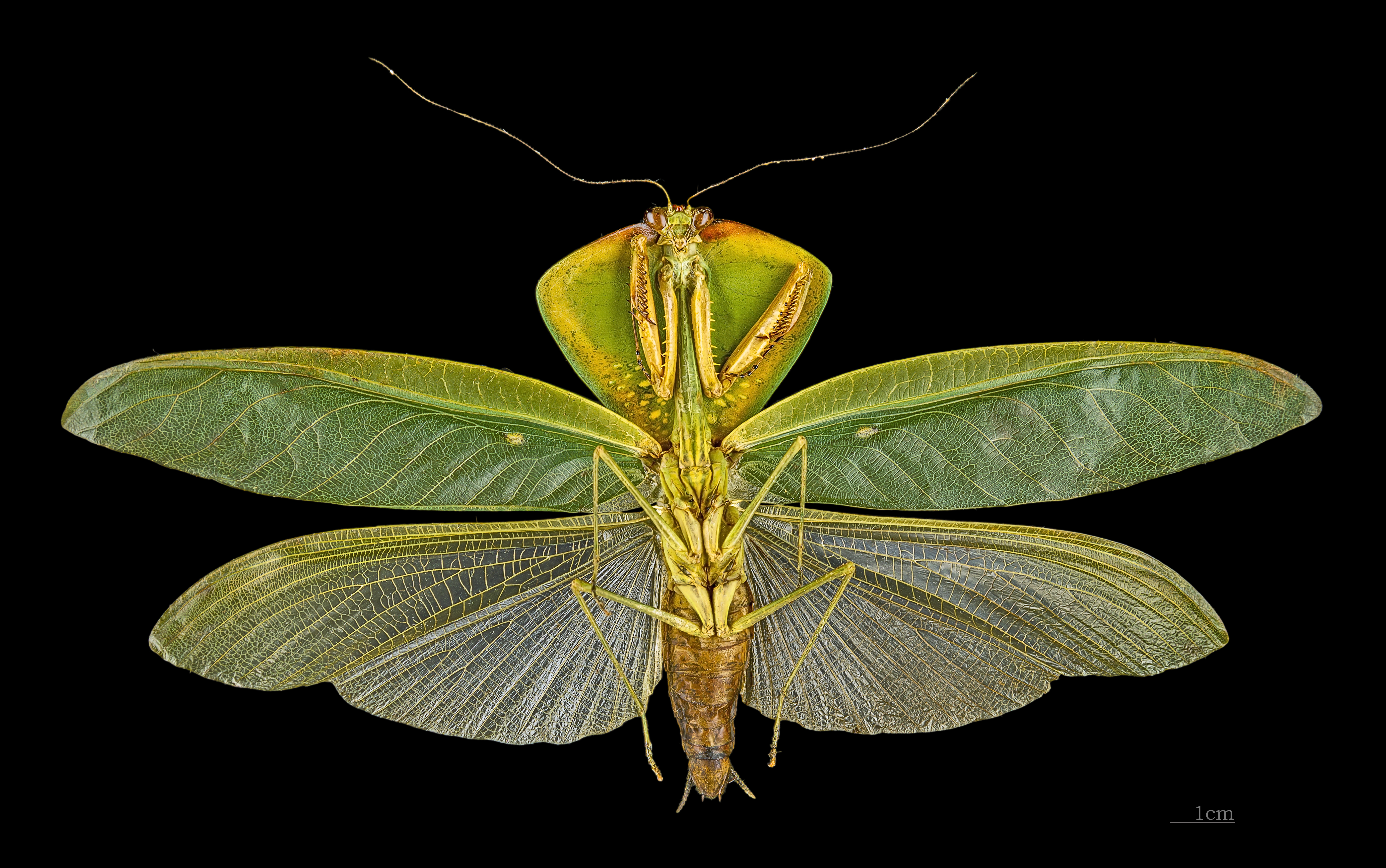